# Victor Pickard
Victor Willoughby "Vic" Pickard (né le 23 octobre 1903 à Hamilton et décédé le 11 janvier 2001 à Miami) est un athlète canadien, spécialiste du saut à la perche et du lancer du javelot. 
Il représente le Canada aux Jeux olympiques d'été de 1924 à Paris où il s'aligne sur les concours de saut à la perche et de javelot. Il y prend, respectivement, la cinquième place et la 28e place avec des performances de 3,80 m au saut à la perche et de 44,69 m au javelot.  
Quatre ans plus tard, il représente de nouveau son pays lors de l'édition 1928 des Jeux olympiques d'été, cette fois-ci uniquement au saut à la perche. Il termine au pied du podium avec une meilleure barre franchie de 3,95 m.  
En 1930, il remporte le concours de saut à la perche des Jeux de l'Empire Britannique en effaçant 3,73 m. 

## Palmarès
| Date | Compétition                  | Lieu      | Résultat | Épreuve           | Marque  |
| ---- | ---------------------------- | --------- | -------- | ----------------- | ------- |
| 1924 | Jeux olympiques              | Paris     | 5e       | Saut à la perche  | 3,80 m  |
| 1924 | Jeux olympiques              | Paris     | 28e      | Lancer du javelot | 44,69 m |
| 1928 | Jeux olympiques              | Amsterdam | 4e       | Saut à la perche  | 3,95 m  |
| 1930 | Jeux de l'Empire Britannique | Hamilton  | 1er      | Saut à la perche  | 3,73 m  |

## Records
| Épreuve           | Épreuve   | Marque  | Lieu     | Date            |
| ----------------- | --------- | ------- | -------- | --------------- |
| Saut à la perche  | Salle     | 4,21 m  | New York | 18 février 1929 |
| Lancer du javelot | Plein air | 52,84 m | Inconnu  | 1929            |